# Jänkäjärvi (sjö i Enare, Lappland, Finland, vid Kaamasjokki)
Jänkäjärvi eller Jänkkäjärvi är en sjö i Finland. Den ligger i kommunen Enare i landskapet Lappland, i den norra delen av landet, 1 000 km norr om huvudstaden Helsingfors. Jänkkäjärvi ligger 164,5 meter över havet. Arean är 8 hektar och strandlinjen är 1,15 kilometer lång. Sjön  ingår i Pasvik älvs huvudavrinningsområde. 